# Дегтярёвка (станция)
 Дегтярёвка (бел. Дзегцяро́ўка) — грузовая железнодорожная станция, расположенная в Минском районе Минской области Белоруссии.
Расположена на линии Помыслище — Крыжовка.
Вероятно, когда-нибудь в будущем станция станет пассажирской, или через неё будут проезжать электропоезда.
В 2011—2012 годах планируется начать строительство нового столичного жилого района Дегтяревка, но оно до сих пор не началось. Он расположится где ныне стоит деревня и станция Дегтяревка. На территории более чем в полторы тысячи гектаров построят 8 микрорайонов. Проживать здесь смогут почти 100 тысяч человек — это масштаб крупного районного центра.